# Transport ferroviaire en Corée du Sud
Le transport ferroviaire en Corée du Sud est très développé . La première liaison ferroviaire, entre Séoul et Incheon, fut ouverte en septembre 1899. Plusieurs grands axes ferroviaires furent créés par les japonais pendant la colonisation ; parmi elles celles de Mokpo, Masan, et Pusan. Ces lignes menaient à Séoul et à Sinuiju en Corée du Nord, où elles se raccordaient au Transsibérien. Ce réseau fut énormément endommagé durant la guerre de Corée, mais fut ensuite reconstruit et amélioré.

## Histoire
Pendant les années 1970 et 1980, Korea Railroad (Korail), une compagnie nationale dépendant du ministère des transports, était chargée du réseau, et continua son extension ainsi que l'électrification des lignes les plus utilisées. En 1987, la longueur totale du réseau atteignait environ 6 340 kilomètres, dont environ 760 kilomètres électrifiés à double voie et 1023 kilomètres électrifiés à voie unique. En 2005, se chiffre atteint 3 378 km de voies ferrées, dont 39 % des lignes sont constituées de double-voies et 49,5 % sont électrifiées 1 672 km de voies électrifiées).
Les voies de banlieue étaient électrifiées et reliées au métro de Séoul.

Le matériel roulant incluait 459 locomotives diesel, 90 locomotives électriques, 133 voitures motorisées et 370 automotrices électriques. En 1989 le ministère de la construction et des transports annonça qu'il étudiait la possibilité de construire un système de transport ferroviaire à grande vitesse similaire à ceux qui existaient en France et au Japon. Ce système, conçu et construit avec l'aide de compagnies françaises, le Korea Train Express (KTX), relie Séoul à Pusan. Parmi les dernières réalisations, on peut citer la liaison entre l'aéroport international d'Incheon et Séoul, ouverte partiellement en 2007.

## Organisation actuelle
Korean National Railroad ou KNR est maintenant divisé en trois organisations : Korail, KR et KRRI. Korail, acronyme de Korea Railroad, exploite les KTX (trains à grande vitesse) et les services ferroviaires commerciaux de la Corée du Sud. KR, acronyme de Korea Rail Network Authority (commission du réseau de chemins de fer de la Corée du Sud), construit des éléments du réseau ferroviaire tels des ponts, des éléments architecturaux, des tunnels, etc., en Corée du Sud. KRRI, acronyme de Korea Railroad Research Institute (institut de recherche sur le transport ferroviaire de la Corée du Sud), s’occupe de recherche sur les technologies associées à l’industrie ferroviaire.
Les métros des grandes villes (Séoul, Pusan, Daegu, Incheon) sont exploités par des compagnies séparées, Korail exploitant quelques lignes de Séoul.

## Principales lignes
| Nom                      | Nom coréen (Hangeul) | Trafic             | Terminus                                                          | Exploitant |
| ------------------------ | -------------------- | ------------------ | ----------------------------------------------------------------- | ---------- |
| Ligne Gaya               | 가야선               | Voyageurs et Fret  | Sasang (en) - Beomil (en)                                         | Korail     |
| Ligne Gyeongbu           | 경부선               | Voyageurs et Fret  | Gare de Séoul - gare de Pusan                                     | Korail     |
| LGV Séoul-Pusan          | 경부선 (고속철도)    |                    | Gare de Séoul - gare de Pusan                                     | Korail     |
| Ligne Gyeongui           | 경의선               |                    | Gare de Séoul - gare de Paju                                      | Korail     |
| Ligne Gyooe (en)         | 서울교외선           | Banlieue voyageurs | Neunggok (Goyang) à Uijeongbu (Uijeongbu)                         | Korail     |
| Ligne Gyeongin (en)      | 경인선               |                    | Guro (Guro-gu) à Incheon (Incheon), via Séoul                     | Korail     |
| Ligne Gyeongwon          | 경원선               |                    | Yongsan, Cheongnyangni, Uijeongbu, Soyosan, Sintanni              | Korail     |
| Ligne Gyeongchun         | 경춘선               |                    | Cheongnyangni, Chuncheon                                          | Korail     |
| Ligne Janghang           | 장항선               |                    | Cheonan, Janghang, Iksan                                          | Korail     |
| Ligne Chungbuk (en)      | 충북선               |                    | Jochiwon, Cheongju, Chungju, Bongyang                             | Korail     |
| Ligne Honam              | 호남선               |                    | Seodaejeon, Iksan, Songjeongni, Naju, Mokpo                       | Korail     |
| LGV Honam (en)           | 호남선 (고속철도)    |                    | Yongsan, Seodaejeon, Iksan, Songjeongni, Naju, Mokpo              | Korail     |
| Ligne du Jeolla          | 전라선               |                    | Iksan, Jeonju, Suncheon, Yeosu                                    | Korail     |
| Ligne Jungang            | 중앙선               |                    | Cheongnyangni, Wonju, Jecheon, Yeongju, Andong, Gyeongju          | Korail     |
| Ligne Gyeongbuk          | 경북선               |                    | Gimcheon, Yeongju                                                 | Korail     |
| Ligne Yeongdong (en)     | 영동선               |                    | Yeongju, Donghae, Gangneung                                       | Korail     |
| Ligne Taebaek (en)       | 태백선               |                    | Jecheon, Taebaek                                                  | Korail     |
| Ligne Donghae Nambu (en) | 동해남부선           |                    | Bujeon, Ulsan, Gyeongju, Pohang                                   | Korail     |
| Ligne Donghae Bukbu (en) | 동해북부선           |                    | Jejin                                                             | Korail     |
| Ligne Gyeongjeon (en)    | 경전선               |                    | Samnangjin, Masan, Jinju, Suncheon, Songjeongni                   | Korail     |
| Ligne Jinhae (ko)        | 진해선               |                    | Jinhae                                                            | Korail     |
| Ligne AREX               | 인천국제공항철도     | voyageurs          | Aéroport international de Gimpo, Aéroport international d'Incheon | Korail     |